# Cratere Wu Hou
Wu Hou  è un cratere sulla superficie di Venere. Deve il proprio nome all'Imperatrice Wu Zetian (武則天T), fondatrice della dinastia Wu Zhou (武周T).